# Kosoř
Kosoř je obec v okrese Praha-západ ve Středočeském kraji. Leží asi čtyři kilometry severně od města Černošice. Žije zde 877 obyvatel. Obec přímo sousedí s Prahou a nachází se v Chráněné krajinné oblasti Český kras. Obec je členem dobrovolného svazku obcí Mikroregion Český kras - Pláně, jenž se zaměřuje na ochranu životního prostředí a krajiny a na společný postup zapojených obcí při dosahování ekologické stability zájmového území.

## Historie
První písemná zmínka o vesnici pochází z roku 1310, kdy byl pánem na místní tvrzi rytíř Valtr řečený z Kosoře (Waltherus miles de Cossors). V některých pramenech se objevuje informace, že před tímto rokem se obec jmenovala Kosova Hora. V tomto roce náležela část vsi vyšehradské kapitule. Kolem roku 1349 patřila část zbraslavskému klášteru. Jako další páni jsou uváděni roku 1434 Jan Kosoř z Malovic, roku 1550 Vladyka Jakub a roku 1615 Jan Zeman ze Statenic. Roku 1620, kdy byl majetek zabavený pražským kostelům a klášterům držen v rukou povstalých českých stavů, se novým majitelem stal Matyáš z Kosoře (zvaný Matěj Zeman z Kosoře). Po bitvě na Bílé hoře byl však statek s pozemky i usedlostmi navrácen vyšehradské kapitule.[zdroj?]
Ke zmodernizovanému zámečku nechal děkan J. V. Ditrich z Lilienthalu v roce 1722 přistavit kapli svaté Anny, která se nachází na seznamu nemovitých kulturních památek. Do její věžičky byly umístěny 2 zvony, větší a menší z let 1723. V období vlády Marie Terezie (byly zde nalezeny 2 katastry z tohoto období, kromě toho se zde našly také 2 opisy Berní ruly) obyvatelé spadali pod svrchovanost vyšehradského děkanství a do správy Visingerovské. V dobách vlády Josefa II. se v obci nacházelo 31 popisných čísel. V roce 1840 se v obci nacházely dva dvory, pivovar, židovna a 3 mlýny. Pro obec mělo velký význam rozhodnutí tehdejšího ministerstva vnitra o odškolnění obce od sousedního Třebotova. Bylo vydáno povolení ke stavbě školy, k jejímuž dokončení došlo v říjnu 1882. Roku 1889 zde byl založen sbor hasičů. Na začátku devadesátých let 19. století v obci stálo 57 domů a žilo zde 534 obyvatel. Roku 1895 vyšehradský kanovník Mikuláš Karlach věnoval obci další pamětihodnost, která je kulturní památkou, sochu svatého Jana Nepomuckého. V roce 1923 byl odhalen pomník věnovaný vojínům, kteří padli v bojích první světové války.
V obci Kosoř (759 obyvatel) byly v roce 1932 evidovány tyto živnosti a obchody: výroba cementového zboží, cihelna, holič, 3 hostince, 2 kováři, 2 lomy, 2 mlýny, 2 obuvníci, 3 pekaři, rolník, 2 řezníci, 3 obchody se smíšeným zbožím, spořitelní a záložní spolek pro Kosoř, stavební družstvo, stavitel, trafika, velkostatek vyšehradské kollegiální kapituly.

## Přírodní poměry
Obec leží v chráněné krajinné oblasti Český kras. U obce se nachází národní přírodní památka Černá rokle, která má z hlediska paleontologie a geologie starších prvohor velký význam. V dobách prvohor zde existovalo moře a tato přírodní památka byla vytvořena právě z mořských usazenin, a to ukládáním mořského kalu a odumřelých schránek mořských živočichů. Je možno zde také vidět i stepní a skalní květenu. V okolí lze nalézt několik přírodních rezervací: přírodní rezervace Klapice, kde se vyskytuje bohaté rostlinné společenství a šípáková doubrava, přírodní rezervace Radotínské údolí, kde se objevují rostlinná společenství skalních stepí, habrové doubravy a suťové lesy a přírodní rezervace Staňkovka, kde se také nachází doubrava (tentokrát dub a dřín) a kde hnízdí několik druhů ptactva.

## Obyvatelstvo
| Rok            | 1869 | 1880 | 1890 | 1900 | 1910 | 1921 | 1930 | 1950 | 1961 | 1970 | 1980 | 1991 | 2001 | 2011 | 2021 |
| -------------- | ---- | ---- | ---- | ---- | ---- | ---- | ---- | ---- | ---- | ---- | ---- | ---- | ---- | ---- | ---- |
| Počet obyvatel | 392  | 416  | 538  | 560  | 699  | 595  | 758  | 599  | 675  | 647  | 647  | 611  | 652  | 943  | 913  |
| Počet domů     | 55   | 56   | 58   | 59   | 72   | 79   | 127  | 144  | 157  | 159  | 170  | 201  | 212  | 274  | 289  |

## Obecní správa

### Územněsprávní začlenění
Dějiny územněsprávního začleňování zahrnují období od roku 1850 do současnosti. V chronologickém přehledu je uvedena územně administrativní příslušnost obce v roce, kdy ke změně došlo:
- 1850 země česká, kraj Praha, politický okres Smíchov, soudní okres Zbraslav[9]
- 1855 země česká, kraj Praha, soudní okres Zbraslav
- 1868 země česká, politický okres Smíchov, soudní okres Zbraslav
- 1927 země česká, politický okres Praha-venkov, soudní okres Zbraslav[10]
- 1939 země česká, Oberlandrat Praha, politický okres Praha-venkov, soudní okres Zbraslav[11]
- 1942 země česká, Oberlandrat Praha, politický okres Praha-venkov-jih, soudní okres Zbraslav[12]
- 1945 země česká, správní okres Praha-venkov-jih, soudní okres Zbraslav[13]
- 1949 Pražský kraj, okres Praha-jih[14]
- 1960 Středočeský kraj, okres Praha-západ
- 2003 Středočeský kraj, obec s rozšířenou působností Černošice

### Obecní symboly
Znak a vlajka byly obci uděleny rozhodnutím předsedy Poslanecké sněmovny Parlamentu České republiky dne 30. listopadu 2007.
Symboly obce tvoří znak a vlajka, které jsou popisovány takto:
- Znak: „V červeno-zeleně polceném štítě stříbrná skála, z jejího plochého vrcholu rostou dvě odkloněné stříbrné růže se zlatými semeníky na stoncích s trny a dvěma listy, střídavě mezi třemi, krajními odkloněnými, liliemi na stoncích, vše zlaté.“
- Vlajka: „list tvoří červený žerdový pruh široký třetinu délky listu a zelené pole. V žerďové a střední části listu vyrůstá z dolního okraje bílé skalnaté návrší se seříznutým vrcholem, z něhož vyrůstají dvě bílé růže se žlutými semeníky na odkloněných stoncích s trny a dvěma listy, střídavě mezi třemi liliemi na stoncích, vše žluté. Poměr šířky k délce listu je 2:3.“

Symbolika uvedených prvků souvisí s místními atributy a dějinami. Stříbrná skála odkazuje ke skalnímu útvaru Sudy, na němž je obec umístěna. Barvy (zelená, červená), lilie a růže se vztahují ke svaté Anně, které je zasvěcena místní kaple. Dále je však možné vykládat lilie i vzhledem k cisterciáckému klášteru na Zbraslavi a barvy i vzhledem k vyšehradské kapitule, v jejímž znaku se barvy červená a zlatá objevují. Zelená symbolizuje také přírodu, venkov a zemědělství.

## Doprava
Dopravní síť
- Pozemní komunikace – Do obce vede silnice III. třídy.

- Železnice – Železniční trať ani stanice na území obce nejsou. Nejblíže obci je železniční stanice Praha-Radotín ve vzdálenosti čtyři kilometry ležící na trati 171 z Prahy do Berouna.

Veřejná doprava 2011
- Autobusová doprava – V obci zastavovaly autobusové linky 309 Praha, Zličín – Choteč – Praha, Nádraží Radotín (v pracovních dnech 9 spojů) a 313 Praha,Nádraží Radotín – Černošice (v pracovních dnech 22 spojů, o víkendu 11 spojů) (dopravce Veolia Transport Praha, s. r. o).

## Školství
Funguje zde mateřská škola a první stupeň základní školy.

## Pamětihodnosti
- Kaple svaté Anny
- Socha svatého Jana Nepomuckého

## Další fotografie

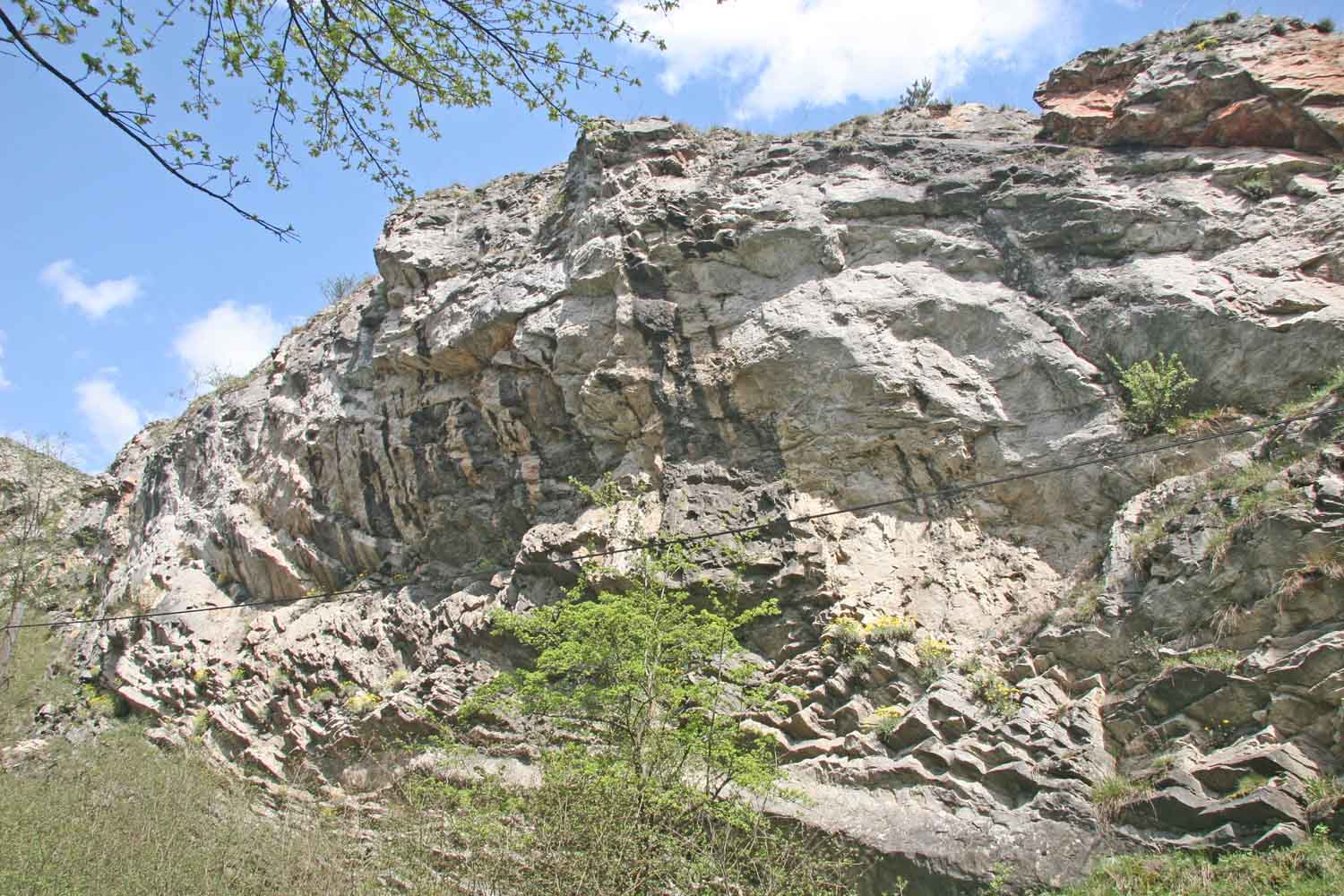
Skály mezi Kosoří a Radotínem
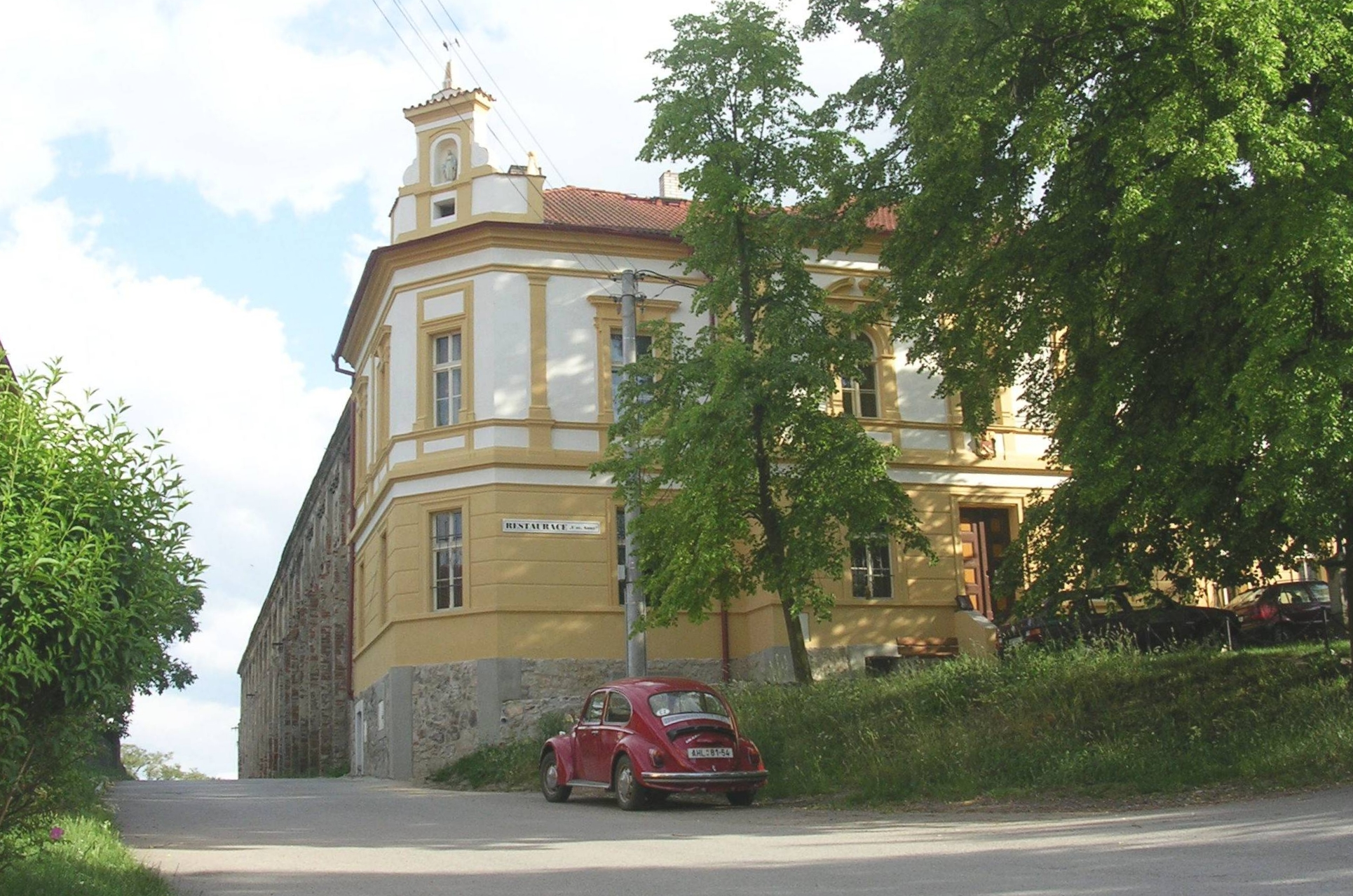
Restaurace v centru obce
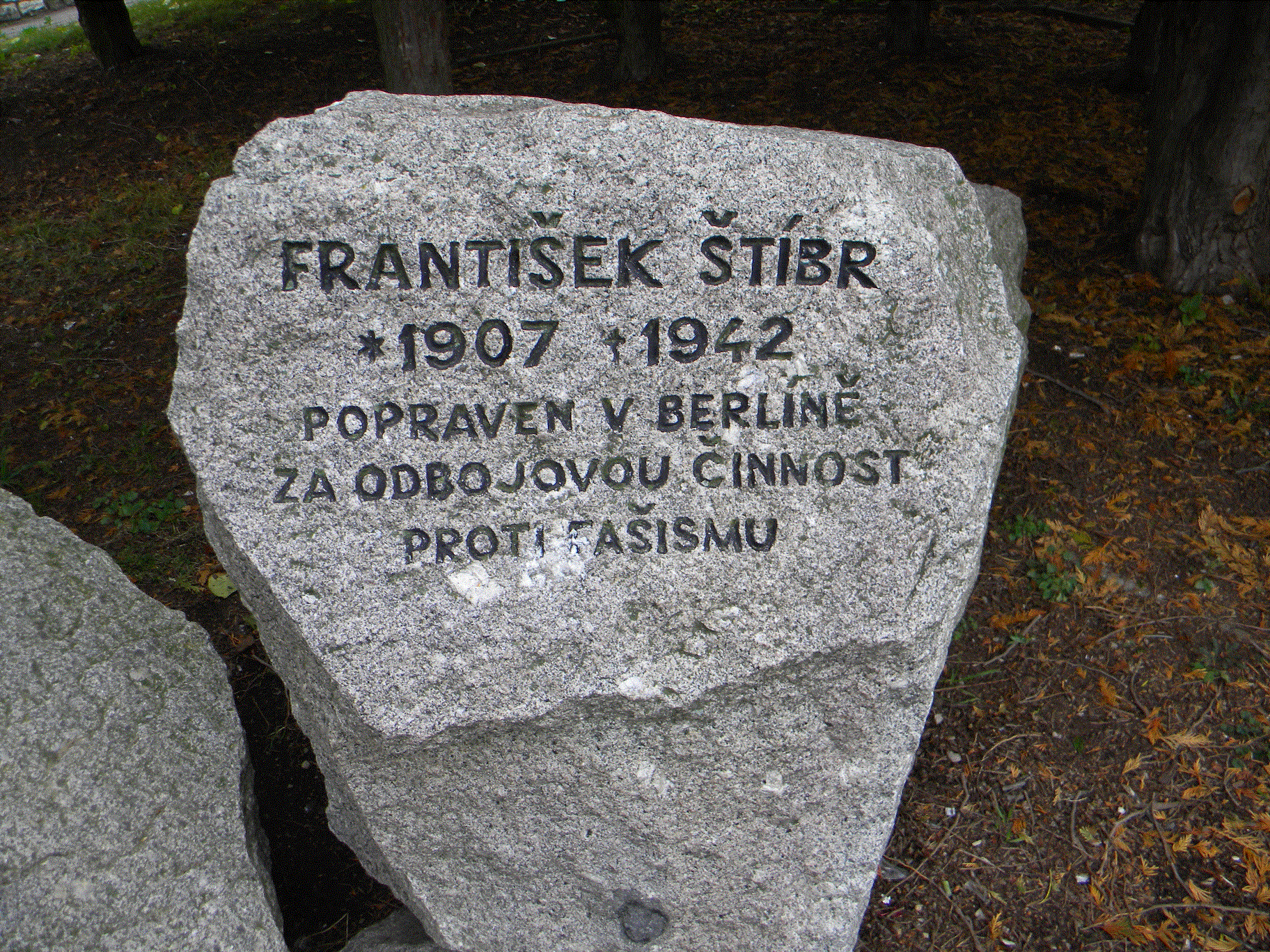
Pomník Františka Štíbra